# HaDugmaniot (mùa 2)
HaDugmaniot, Mùa 2 là mùa thứ hai của HaDugmaniot, được phát sóng từ ngày 11 tháng 1 đến ngày 12 tháng 4 năm 2006 trên Channel 10 và chứng kiến 14 cô gái sống trong căn hộ Dan Panorama ở Tel Aviv cạnh tranh cho danh hiệu Israeli Top Model. Galit Gutman, Betty Rockaway, Elimor Zilberman & Miki Buganim quay lại cho mùa này cùng với giám khảo mới, Sefi Shaked & Yael Reich. Trong mùa này bao gồm 13 tập.
Điểm đến quốc tế của mùa giải này là Milan dành cho top 5.
Người chiến thắng của mùa này là Niral Karantinaji, 20 tuổi từ Haifa. Cô giành được:
- Một hợp đồng người mẫu với Yuli Models trong 3 năm
- Chiến dịch quảng cáo cho Madina Milano và Go Under
- 1 chuyến đi tới trụ sở của Reebok ở Boston và nhận được một đôi giày được thiết kế riêng từ Reebok
- 1 chuyến đi 4 ngày tới Milan
- 1 túi quần áo từ Hamashbir Lazarchan trị giá $2.000

## Các thí sinh
(Tính tuổi lúc tham gia ghi hình)
| Thí sinh          | Thí sinh          | Tuổi | Chiều cao               | Quê quán      | Bị loại ở | Hạng  |
| ----------------- | ----------------- | ---- | ----------------------- | ------------- | --------- | ----- |
| ליאת פדלון        | Liat Fadlon       | 25   | 1,73 m (5 ft 8 in)      | Kfar Saba     | Tập 1     | 14-13 |
| הילה צ'נסקי       | Hila Chansky      | 19   | 1,82 m (5 ft 11+1⁄2 in) | Bat Yam       | Tập 1     | 14-13 |
| פולי בנדל         | Polly Bandel      | 19   | 1,58 m (5 ft 2 in)      | Akko          | Tập 2     | 12    |
| נעמי זילבר        | Naomi Zilber      | 20   | 1,70 m (5 ft 7 in)      | Tzoran-Kadima | Tập 3     | 11    |
| אירה סימונוב      | Ira Simonov       | 19   | 1,75 m (5 ft 9 in)      | Tel Aviv      | Tập 4     | 10    |
| שרון מרקוביץ      | Sharon Markovich  | 19   | 1,63 m (5 ft 4 in)      | Haifa         | Tập 5     | 9     |
| מור רימי          | Mor Rimi          | 20   | 1,74 m (5 ft 8+1⁄2 in)  | Tel Aviv      | Tập 6     | 8     |
| קרן גולץ          | Keren Goltz       | 18   | 1,63 m (5 ft 4 in)      | Kiryat Ata    | Tập 9     | 7     |
| מישל לורי         | Michelle Lourie   | 19   | 1,75 m (5 ft 9 in)      | Herzliya      | Tập 11    | 6     |
| אליסיה אסתרין     | Alisia Estrin     | 20   | 1,75 m (5 ft 9 in)      | Eilat         | Tập 12    | 5-4   |
| כריסטין פרידמן    | Christin Fridman  | 19   | 1,74 m (5 ft 8+1⁄2 in)  | Givatayim     | Tập 12    | 5-4   |
| מימי טדסה         | Mimi Tadesa       | 23   | 1,67 m (5 ft 5+1⁄2 in)  | Eilat         | Tập 12    | 3     |
| נטלי סבג          | Natali Sabag      | 22   | 1,75 m (5 ft 9 in)      | Migdal HaEmek | Tập 12    | 2     |
| ניראל קאראנתינג'י | Niral Karantinaji | 20   | 1,74 m (5 ft 8+1⁄2 in)  | Haifa         | Tập 12    | 1     |

## Các tập

### Tập 1
Khởi chiếu: 11 tháng 1 năm 2006
14 cô gái mới từ khắp cả nước đã đến Tel Aviv và di chuyển tới khách sạn Dan Panorama là nơi mà họ sẽ ở trong suốt cuộc thi. Sau đó, họ phải đưa điện thoại di động của mình cho chương trình, sau khi được phép thực hiện một cuộc gọi cuối cùng. Các cô gái sau đó đã có một buổi chiều vui vẻ tại bữa tiệc bể bơi của chương trình cho đến khi Christin vô tình làm vỡ một chiếc ly thủy tinh và khiến chân của Naomi bị chảy máu.
Ngày hôm sau, họ đã có buổi chụp hình đầu tiên là một bức ảnh chân dung trong áo tắm, trong khi họ phải tạo dáng bên trong một khối băng khổng lồ và phải đối mặt với sự nghiêm ngặt của nhiếp ảnh gia khi ông không cho họ được giữ ấm trong suốt buổi chụp hình. Vào buổi đánh giá đầu tiên ngày tiếp theo, Niral & Polly là 2 người bị các cô gái khác bình chọn để gặp với ban giám khảo. Kết quả là Sharon được gọi tên đầu tiên còn Hila là thí sinh thứ 7 được gọi, nhưng Galit sau đó thông báo rằng là cô chính là thí sinh đầu tiên bị loại. Liat & Niral rơi vào cuối bảng và Liat là thí sinh tiếp theo bị loại.
- Nhiếp ảnh gia: Ido Izsak

### Tập 2
Khởi chiếu: 18 tháng 1 năm 2006
12 cô gái còn lại đã có một buổi học múa balê cổ điển với Israel Evenstein và không biết rằng buổi học múa balê này sẽ chuẩn bị cho họ cho thử thách tiếp theo của mình. Ngày hôm sau, họ đã có một buổi tập catwalk với đạo diễn Nimrod Peled và stylist Ronan Farge trước khi có thử thách catwalk trước nhà thiết kế Yosef Peretz. Kết quả là Keren, Michelle & Niral là 3 người làm tốt nhất nên họ sẽ được mở đầu và kết thúc cho thử thách tiếp theo là buổi trình diễn thời trang cho Yosef.
Các cô gái sau đó đã có buổi trình diễn thời trang cho nhà thiết kế Yosef Peretz và cũng là thử thách thứ hai cho Keren, Michelle & Niral. Sau buổi trình diễn thời trang, Keren & Niral là 2 người thể hiện tốt nhất nên sẽ được miễn loại vào buổi loại trừ tuần này và được kết thúc buổi tối với một bữa tiệc cocktail gặp gỡ với những người trong giới thời trang và ban giám khảo với Yosef. Vào buổi đánh giá ngày hôm sau, Mimi & Sharon là 2 người bị các cô gái khác bình chọn để gặp với ban giám khảo, Keren & Niral được gọi tên đầu tiên còn Polly là thí sinh tiếp theo bị loại.
- Nhiếp ảnh gia: Yossi Zwecker
- Khách mời đặc biệt: Israel Evenstein, Nimrod Peled, Ronan Farge, Yosef Peretz

### Tập 3
Khởi chiếu: 25 tháng 1 năm 2006
11 cô gái còn lại được đánh thức dậy sớm cho một buổi chạy bộ ở bãi biển với huấn luyện viên thể hình khắt khe nhưng nhạy cảm Nisim Zuartz. Sau đó, họ đã ăn sáng và không biết rằng đây sẽ là bữa ăn thông thường cuối cùng khi họ gặp chuyên gia dinh dưỡng Reuben Cohen và phải thích nghi với chế độ ăn kiêng cho chương trình tập thể dục của Nisim. 
Ngày hôm sau, họ được gặp Betty, Elimor, Nisim và Reuben để kiểm tra số đo 3 vòng của họ để nhận lời khuyên về việc định hình cơ thể và cải thiện tổng thể trước khi nhận diện mạo mới của mình. Sau đó, các cô gái đã có buổi chụp hình tiếp theo cho trang sức The Jewelry Exchange, khi họ sẽ hóa thân theo phong cách diva cùng với ba người mẫu nam khỏa thân phần trên. Sau buổi chụp hình, Alisia là người thể hiện tốt nhất nên cô sẽ được miễn loại vào buổi loại trừ tuần này và sẽ nhận được một buổi thư giãn ở spa. Vào buổi đánh giá ngày tiếp theo, Naomi là người bị các cô gái khác bình chọn để gặp với ban giám khảo, Alisia được gọi tên đầu tiên còn Naomi là thí sinh tiếp theo bị loại.
- Nhiếp ảnh gia: Iddo Lavie
- Khách mời đặc biệt: Nisim Zuartz, Reuben Cohen, Ziv Ben Sheetrit, Shimon Vaknin

### Tập 4
Khởi chiếu: 1 tháng 2 năm 2006
10 cô gái còn lại đã có một ngày thư giãn để trò chuyện, chơi bóng chuyền trên bãi biển và được gọi điện thoại cho người thân. Ngày hôm sau, họ đã có một buổi học nhảy vũ đạo với Yaniv Swissa và không biết rằng sau đó họ sẽ tới một câu lạc bộ để tham gia vào buổi casting cho video âm nhạc của 2 rapper nổi tiếng là Kobi Shimoni & Yoav Eliasi và ca sĩ Gabriel Butler. Trong lúc đó, Sharon đã phải nhập viện vì rơi vào tình trạng áp lực trong nhảy nhót. Kết quả là Keren là người đầu tiên chiến thắng thử thách còn Natali là người chiến thắng thứ hai sau phần thử thách nhảy trước mặt Gabriel giữa cô với Michelle, cả hai sẽ được miễn loại vào buổi loại trừ tuần này và được góp mặt trong video âm nhạc mới của Kobi, Yoav & Gabriel, Forever.
Sau đó, các cô gái có 2 phút để chọn một chiếc váy từ những chiếc móc áo cho thử thách loại trừ tiếp theo, vì họ sẽ được chụp hình và phỏng vấn như những ngôi sao thực sự. Họ sẽ được đi trên thảm đỏ và sẽ có nhiếp ảnh gia chụp hình, sau đó họ sẽ được phóng viên Ayelet Shani từ chương trình Erev Tov Im Guy Pines phỏng vấn với những câu hỏi hóc búa để kiểm tra khả năng của họ. Vào buổi đánh giá ngày tiếp theo, Niral là người bị các cô gái khác bình chọn để gặp với ban giám khảo, Keren & Natali được gọi tên đầu tiên còn Ira là thí sinh tiếp theo bị loại.
- Nhiếp ảnh gia: Meir Ben Ari
- Khách mời đặc biệt: Yaniv Swissa, Kobi Shimoni, Yoav Eliasi, Kobi Fleischman, Gabriel Butler, Ayelet Shani

### Tập 5
Khởi chiếu: 8 tháng 2 năm 2006
9 cô gái còn lại đã có một buổi chơi trò "thật hay thách" và mâu thuẫn đã xảy ra với Keren & Sharon trong trò chơi. Sau đó, họ đã có một bữa tối với huấn luyện viên thể hình Nisim Zuartz khi ông ghé qua thăm họ tại khách sạn. Ngày hôm sau, các cô gái được đưa tới một trung tâm đấm bốc cho một buổi học đấm bốc với Nisim và huấn luyện viên boxing Moardi Glam. Quay về khách sạn, họ đã bị đánh thức dậy vào giữa đêm khuya để chuẩn bị cho buổi chụp hình tiếp theo hóa thân thành những nàng tiên cổ tích ở trong rừng theo nhóm. Sau buổi chụp hình, Christin là người thể hiện tốt nhất nên sẽ được miễn loại vào buổi loại trừ tuần này và nhận được một phiếu mua hàng từ đồ lót Go Under trị giá ₪1,800.
Ngày hôm sau, các cô gái được gặp Miki và Elimor tại một cửa hàng quần áo trong trung tâm mua sắm Azrieli. Họ đã có một buổi học về cách phối quần áo trước khi họ sẽ tự phối đồ cho mình trong tiệm quần áo, kết quả là Christin & Michelle nhận được lời khen về cách phối đồ của họ trong khi Niral & Sharon thể hiện tệ nhất. Sau đó, tất cả rời trung tâm mua sắm mà không biết rằng họ đang bị bí mật chụp hình bởi nhiếp ảnh gia Avi Valdman. Vào buổi đánh giá, Mimi & Sharon là 2 người bị các cô gái khác bình chọn để gặp với ban giám khảo. Kết quả là Christin là người được gọi tên đầu tiên còn Sharon là thí sinh tiếp theo bị loại.
- Nhiếp ảnh gia: Eitan Tal
- Khách mời đặc biệt: Nisim Zuartz, Moardi Glam, Avi Valdman

### Tập 6
Khởi chiếu: 15 tháng 2 năm 2006
8 cô gái còn lại đã có một buổi học múa vanxơ với Sean Ziv và trước khi quay về khách sạn, họ được nhận một tờ kịch bản để học thuộc cho thử thách tiếp theo. Ngày hôm sau, họ đã có 2 thử thách loại trừ tiếp theo trong cùng lúc, khi họ sẽ có một buổi quay quảng cáo váy cưới của nhà thiết kế Yair Germon trong khi khiêu vũ với diễn viên Rodrigo Gonzalez, và sau đó là một buổi phỏng vấn với giám khảo Miki Buganim. Trong lúc Natali đanh thực hiện thử thách của mình, thì bạn trai cô đã đến thăm và cầu hôn cô trước sự chứng kiến của mọi người. Kết quả là Michelle là người thể hiện tốt nhất nên cô sẽ được miễn loại vào buổi loại trừ tuần này và sẽ nhận được một sợi dây chuyền từ The Jewelry Exchange.
Vào buổi đánh giá ngày tiếp theo, Niral là người bị các cô gái khác bình chọn để gặp với ban giám khảo. Kết quả là Michelle được gọi tên đầu tiên còn Mor là thí sinh thứ 5 được gọi, nhưng Galit sau đó thông báo rằng là cô chính là thí sinh tiếp theo bị loại. Alisia & Niral rơi vào cuối bảng và Galit thông báo rằng là cả hai đều được an toàn.
- Khách mời đặc biệt: Sean Ziv, Rodrigo Gonzalez, Idan Amit, Yair Germon

### Tập 7
Khởi chiếu: 22 tháng 2 năm 2006
Đây là tập ghi lại khoảnh khắc từ đầu cuộc thi.

### Tập 8
Khởi chiếu: 8 tháng 3 năm 2006
7 cô gái còn lại đã có một buổi học lướt sóng với huấn luyện viên Tal Man và họ không biết rằng buổi học lướt sóng này sẽ chuẩn bị cho họ cho thử thách tiếp theo của mình. Sau đó, các cô gái quay về khách sạn và đã có một buổi casting với 3 nhà thiết kế thời trang là Naama Hassin, Haya Nir và Michal Zeid. Các nhà thiết kế sau đó đã chọn một bộ đồ cho từng người một để mặc cho buổi chụp hình tiếp theo ở dưới nước trong hồ bơi, và họ không biết rằng là các nhà thiết kế cùng với Galit đang bí mật xem màn thể hiện của họ.
Ngày hôm sau, họ đã có một buổi học ứng xử với Naomi Tal và họ sau đó biết được rằng là ảnh của họ đã chụp lúc đó sẽ được mang đi đấu giá. Các cô gái sau đó được đưa tới nhà đấu giá Sotheby và được giới thiệu bởi chủ tịch của tổ chức phi lợi nhuận Ruach Tova, Rafi Elul, và tổng thống của Israel, Shimon Peres. Và từ buổi học ứng xử họ đã có trước đó, các cô gái sẽ phải cố gắng trò chuyện với những vị khách mời trong buổi đấu giá để họ có thể được thuyết phục rằng là ảnh của họ đáng giá nhiều tiền nhất. Kết quả là Mimi đã giành được số tiền cao nhất từ bức ảnh của mình nên sẽ được miễn loại vào buổi loại trừ tuần này và nhận được một phiếu mua hàng từ mỹ phẩm Madina Milano trị giá ₪1,000. Vào buổi đánh giá ngày tiếp theo, Michelle là người bị các cô gái khác bình chọn để gặp với ban giám khảo. Kết quả là Mimi được gọi tên đầu tiên còn Natali là thí sinh tiếp theo bị loại.
- Nhiếp ảnh gia: Dudi Hasson
- Khách mời đặc biệt: Tal Man, Naama Hassin, Haya Nir, Michal Zeid, Naomi Tal, Rafi Elul, Shimon Peres, Solly Skull, Ilan Dray

### Tập 9
Khởi chiếu: 15 tháng 3 năm 2006
6 cô gái còn lại đã có một buổi nói chuyện với huấn luyện viên Nisim & chuyên gia dinh dưỡng Reuben trước khi có một buổi học thiền với Gabriel Shiraz để thư giãn cơ thể và tâm trí. Sau đó, họ đã được tập luyện boxing với huấn luyện viên Moardi trước khi tham gia vào buổi chụp hình tiếp theo trên sàn đấm bốc, trong khi họ phải để mặt mộc tự nhiên và phải đấm bốc lẫn nhau theo cặp. Ngày hôm sau, các cô gái đã có buổi chụp hình thứ hai trong khung cảnh căn phòng nghỉ cổ điển, họ vẫn sẽ phải tạo dáng theo cặp như lần trước nhưng lần này họ sẽ hóa thân thành những quý cô cổ điển trong khi bị khỏa thân phần trên.
Vào buổi đánh giá ngày tiếp theo, Galit thông báo với tất cả là Alisia thể hiện tốt nhất nên sẽ được miễn loại vào buổi loại trừ tuần này và nhận được một món quà từ Wella trị giá ₪1,500, trong khi Christin là người bị các cô gái khác bình chọn để gặp với ban giám khảo. Sau đó, Galit thông báo rằng là những ai vượt qua được buổi loại trừ này sẽ được bay đến Milan. Kết quả là Alisia được gọi tên đầu tiên còn Christin & Keren rơi vào cuối bảng, nhưng kết quả cuối cùng sẽ không được công bố cho tới tập sau.
- Nhiếp ảnh gia: Eitan Tal, Iddo Lavie
- Khách mời đặc biệt: Nisim Zuartz, Reuben Cohen, Gabriel Shiraz, Moardi Glam

### Tập 10
Khởi chiếu: 22 tháng 3 năm 2006
Từ buổi loại trừ lần trước, Christin & Keren rơi vào cuối bảng và kết quả cuối cùng là Keren là thí sinh tiếp theo bị loại. Sau đó, 5 cô gái còn lại được đưa tới Milan và sau khi hạ cánh, họ đã được một chiếc xe limousine sang trọng đến đón họ. Sau đó, họ đã có một buổi casting tại 2 nơi: một quản lý người mẫu hàng đầu Châu Âu và một tạp chí thời trang, để kiểm tra tiềm năng quốc tế của họ. Họ sau đó được hướng dẫn về những gì được phép và những gì không nên làm khi là người mẫu ở Milan, trước khi nhận được bản đồ thành phố để tìm đường đến nơi cho thử thách loại trừ tiếp theo - một buổi quay quảng cáo cho mì Spaghetti. Các cô gái sau đó được di chuyển tới khách sạn của mình và đã háo hức khi nhận được những cuộn băng tin nhắn từ gia đình của họ. Sau đó, các cô gái đã có một bữa ăn tối với vài người mẫu nam ở Milan và Niral được kết thúc buổi tối bằng việc được thân mật và được dẫn lên phòng bởi một người mẫu nam.
Ngày hôm sau, họ tự mình đến địa chỉ cho buổi quay quảng cáo mì Spaghetti, trong khi họ phải tỏ ra vui vẻ và nói khẩu hiệu bằng tiếng Ý, trước sự điên khùng của một đạo diễn người Ý. Kết quả là Niral là người thể hiện tốt nhất nên cô sẽ được miễn loại vào buổi loại trừ tuần này và sẽ tham gia vào một buổi chụp hình chuyên nghiệp từ một nhiếp ảnh gia người Ý. Vào buổi đánh giá ngày tiếp theo, thay vì họ sẽ bầu cho cô gái nên gặp với ban giám khảo, lần này họ sẽ bầu cho cô gái nên rời cuộc thi vào lúc này. Sau khi cả 5 cô gái đều bỏ phiếu, thì kết quả cuối cùng sẽ được công bố vào tập sau.

### Tập 11
Khởi chiếu: 29 tháng 3 năm 2006
Từ buổi loại trừ lần trước, 5 cô gái đã bỏ phiếu cho cô gái nên rời cuộc thi vào lúc này, và kết quả là Michelle là thí sinh tiếp theo bị loại vì có nhiều phiếu bầu nhất với tỉ lệ là 3-2 với Christin. Ngày hôm sau, 4 cô gái còn lại đã có thử thách khi họ cầm những tấm hình của họ và phải cố gắng thuyết phục những người đi đường là họ là người đẹp nhất trong những người còn lại. Kết quả là Niral chiến thắng thử thách vì được nhiều người lấy hình của cô nhất. Sau đó, họ được gặp người mẫu-diễn viên Moran Atias tại phố mua sắm Corso Vittorio Emanuele II và có một buổi đi mua sắm và giải trí trong quán bar với cô.
Ngày tiếp theo, họ đã được đưa tới một khách sạn cho buổi chụp hình tiếp theo trong đồ lót. Vào buổi đánh giá ngày hôm sau, Niral là người bị các cô gái khác bình chọn để gặp với ban giám khảo. Kết quả là Christin & Niral rơi vào cuối bảng và Christin là thí sinh tiếp theo bị loại.
- Nhiếp ảnh gia: Johan Sandberg
- Khách mời đặc biệt: Moran Atias

### Tập 12
Khởi chiếu: 5 tháng 4 năm 2006
Vào đêm chung kết trực tiếp tại nhà máy điện Reading Power Station ở Tel Aviv, sau 11 tuần bỏ phiếu cho 11 cô gái bị loại trước đó của khán giả, Christin & Natali là 2 người nhận được nhiều phiếu bầu nhất nên đã cùng với top 3 thi đấu cho những thử thách cuối cùng của chương trình. Sau đó thì buổi chụp hình cuối cùng của 5 cô gái đã được trình chiếu là lần này họ được đưa tới tòa tháp Pivko để hóa thân thành siêu anh hùng trong khi bị treo lơ lửng ở trên không.
Sau đó, 2 thử thách tiếp theo của các cô gái đã được trình chiếu. Đầu tiên là một buổi quay phim cho HaShir Shelanu với tư khách là khách mời đặc biệt, họ sẽ hóa thân thành một sĩ quan quân đội trong khi phải diễn xuất chung với diễn viên Ran Danker. Vào thử thách cuối cùng, 5 cô gái cùng với 9 thí sinh bị loại trước đó được đưa tới một nông trại ở vùng quê cho buổi quay video quảng cáo đồ lót, trong khi họ phải tỏ ra quyến rũ trong đồ lót và hát theo bài hát Look for me của nhóm nhạc Lehakat Hanachal. Vào buổi đánh giá cuối cùng, Mimi trở thành á quân 2, Natali là á quân và Niral đã trở thành quán quân thứ hai của HaDugmaniot.
- Nhiếp ảnh gia: Ido Izsak
- Khách mời đặc biệt: Ran Danker, Yoav Tzafir

### Tập 13
Khởi chiếu: 26 tháng 4 năm 2006
Đây là tập ghi lại đằng sau hậu trường của đêm chung kết và ngày sau khi chiến thắng cuộc thi của Niral.

## Thứ tự gọi tên
| Thứ tự | Tập      | Tập      | Tập      | Tập      | Tập      | Tập          | Tập      | Tập      | Tập         | Tập      | Tập      | Tập | Tập |
| Thứ tự | 1        | 2        | 3        | 4        | 5        | 6            | 8        | 9        | 10          | 11       | 12       |     |     |
| ------ | -------- | -------- | -------- | -------- | -------- | ------------ | -------- | -------- | ----------- | -------- | -------- | --- | --- |
| 1      | Sharon   | Keren    | Alisia   | Keren    | Christin | Michelle     | Mimi     | Alisia   | Niral       | Mimi     | Niral    |     |     |
| 2      | Christin | Niral    | Niral    | Natali   | Natali   | Christin     | Christin | Niral    | Alisia Mimi | Alisia   | Natali   |     |     |
| 3      | Ira      | Naomi    | Christin | Michelle | Mor      | Mimi         | Alisia   | Mimi     | Alisia Mimi | Niral    | Mimi     |     |     |
| 4      | Polly    | Ira      | Mimi     | Christin | Alisia   | Keren        | Niral    | Michelle | Christin    | Christin | Alisia   |     |     |
| 5      | Naomi    | Christin | Sharon   | Mimi     | Michelle | Natali       | Keren    | Christin | Michelle    |          | Christin |     |     |
| 6      | Alisia   | Michelle | Natali   | Alisia   | Mimi     | Alisia Niral | Michelle | Keren    |             |          |          |     |     |
| 7      | Keren    | Alisia   | Keren    | Mor      | Niral    | Alisia Niral | Natali   |          |             |          |          |     |     |
| 8      | Mimi     | Natali   | Michelle | Niral    | Keren    | Mor          |          |          |             |          |          |     |     |
| 9      | Michelle | Mor      | Ira      | Sharon   | Sharon   |              |          |          |             |          |          |     |     |
| 10     | Natali   | Sharon   | Mor      | Ira      |          |              |          |          |             |          |          |     |     |
| 11     | Mor      | Mimi     | Naomi    |          |          |              |          |          |             |          |          |     |     |
| 12     | Niral    | Polly    |          |          |          |              |          |          |             |          |          |     |     |
| 13     | Liat     |          |          |          |          |              |          |          |             |          |          |     |     |
| 14     | Hila     |          |          |          |          |              |          |          |             |          |          |     |     |

     Thí sinh bị loại
     Thí sinh được miễn loại
     Thí sinh bị loại trước khi đánh giá
     Thí sinh không bị loại khi rơi vào cuối bảng
     Thí sinh chiến thắng cuộc thi
- Tập 7 là tập ghi lại khoảnh khắc từ đầu cuộc thi.
- Trong tập 10, 5 thí sinh còn lại phải bầu chọn cho một thí sinh mà họ muốn bị loại.
- Trong tập 12, Christin & Natali được quay lại cuộc thi do các thí sinh bình chọn.
- Tập 13 là tập đánh dấu lại cuộc thi và Niral đã làm gì sau ngày chiến thắng cuộc thi.

### Buổi chụp hình & Thử thách
Buổi chụp hình
- Tập 1: Áo tắm trong khối băng
- Tập 2: Trình diễn thời trang trong thiết kế của Yosef Peretz
- Tập 3: Diện mạo mới với 3 người mẫu nam khỏa thân phần trên cho The Jewelry Exchange
- Tập 4: Người nổi tiếng trên thảm đỏ
- Tập 5: Nàng tiên trong rừng theo nhóm
- Tập 8: Tạo dáng trên mặt nước
- Tập 9: Ảnh trắng đen boxing theo cặp; Khỏa thân phần trên trong phòng nghỉ cổ điển theo cặp
- Tập 11: Đồ lót
- Tập 12: Siêu anh hùng trên không trước phong cảnh thành phố

Thử thách
- Tập 4: Casting cho video âm nhạc của Kobi Shimoni, Yoav Eliasi & Gabriel Butler; Phỏng vấn với phóng viên Ayelet Shani trên thảm đỏ
- Tập 6: Quảng cáo cho váy cưới của Yair Germon trong khi khiêu vũ với Rodrigo Gonzalez; Phỏng vấn với Miki Buganim
- Tập 10: Quảng cáo Spaghetti bằng tiếng Ý
- Tập 12: Diễn xuất với Ran Danker trong phim HaShir Shelanu; Video: Quyến rũ trong đồ lót với các thí sinh bị loại trước đó